# Grand Prix SAR La Princesse Lalla Meryem 2010
Il Grand Prix SAR La Princesse Lalla Meryem 2010 è stato un torneo di tennis giocato sulla terra rossa. È la 10ª edizione del Grand Prix SAR La Princesse Lalla Meryem, che fa parte della categoria International nell'ambito del WTA Tour 2010. Si è giocato a Fès in Marocco dal 26 aprile al 1º maggio 2010.

## Partecipanti

### Teste di serie
| Giocatrice              | Nazionalità | Ranking* | Testa di serie |
| ----------------------- | ----------- | -------- | -------------- |
| Carla Suárez Navarro    | Spagna      | 40       | 1              |
| Patty Schnyder          | Svizzera    | 47       | 2              |
| Anabel Medina Garrigues | Spagna      | 48       | 3              |
| Melinda Czink           | Ungheria    | 51       | 4              |
| Angelique Kerber        | Germania    | 61       | 5              |
| Petra Martić            | Croazia     | 65       | 6              |
| Iveta Benešová          | Rep. Ceca   | 67       | 7              |
| Lucie Hradecká          | Rep. Ceca   | 74       | 8              |

- Ranking al 19 aprile 2010.

### Altre partecipanti
Giocatrici che hanno ricevuto una Wild card:
- Lina Bennani
- Nadia Lalami
- Fatima Zahrae El Allami

Giocatrici passate dalle qualificazioni:
- Gréta Arn
- Claire de Gubernatis
- Simona Halep
- Laura Pous Tió

## Campionesse

### Singolare
Iveta Benešová ha battuto in finale  Simona Halep con il punteggio di 6–4, 6–2

### Doppio
Iveta Benešová /  Anabel Medina Garrigues hanno battuto in finale  Lucie Hradecká /  Renata Voráčová con il punteggio di 6–3, 6–1